# Striomiaena densepunctata
Striomiaena densepunctata är en skalbaggsart som beskrevs av Stefan von Breuning 1963. Striomiaena densepunctata ingår i släktet Striomiaena och familjen långhorningar. Inga underarter finns listade i Catalogue of Life.